# Silvia Buendía

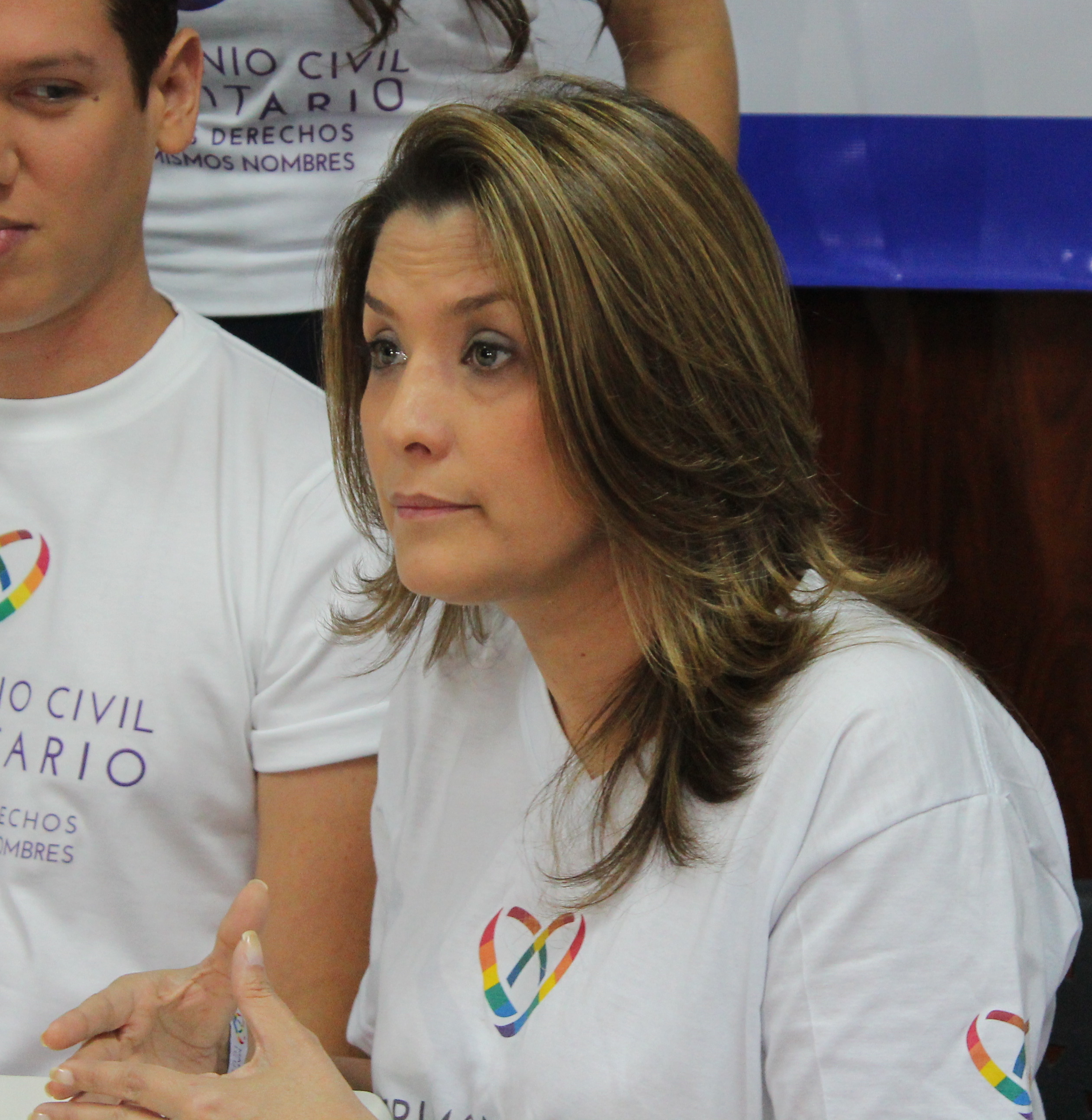
Chiến dịch Buendía cho hôn nhân đồng giới

Silvia Elena Buendía Silva (sinh ngày 9 tháng 10 năm 1967 tại Guayaquil) là một luật sư người Ecuador, người dẫn chương trình truyền hình, chuyên mục, và nhà hoạt động nữ quyền. Bà được chú ý vì đã vận động hợp pháp hóa hôn nhân đồng tính ở đất nước bà. Bà viết một chuyên mục ở El Telégrafo, và đã đóng góp cho các tờ báo và tạp chí khác ở Ecuador. Trong những năm 2010, bà đã được biết đến như một người dẫn chương trình truyền hình, dẫn chương trình như Así Somos và Ventana Ciudadana trên kênh truyền hình Ecuador.7.